# أنبوب العين السحرية
أنبوب العين السحري أو مؤشر الضبط ، في الأدبيات الفنية يسمى أنبوب مؤشر أشعة الإلكترون، وبالإنجليزية (Magic eye tube) عبارة عن أنبوب مفرغ يعطي مؤشرًا مرئيًا لاتساع الإشارة الإلكترونية، مثل خرج الصوت، وقوة إشارة التردد اللاسلكي، أو وظائف أخرى. العين السحرية (وتسمى أيضًا عين القط، أو عين التوليف في أمريكا الشمالية) هي نوع معين من مثل هذا الأنبوب مع شاشة دائرية تشبه EM34 الموضحة. كان أول تطبيق واسع له بمثابة مؤشر ضبط في أجهزة استقبال الراديو، لإعطاء إشارة إلى القوة النسبية لإشارة الراديو المستقبلة، لإظهار متى تم ضبط محطة راديو بشكل صحيح.

عين ضبط EM34

كان أنبوب العين السحري هو الأول في سلسلة تطوير مؤشرات ضبط نوع أشعة الكاثود التي تم تطويرها كبديل أرخص لمقاييس حركة الإبرة. لم يتم تصنيع عدادات الإبرة اقتصاديًا في اليابان حتى الستينيات من القرن الماضي لتحل محل أنابيب المؤشر. تم استخدام أنابيب مؤشر الضبط في مستقبلات الأنبوب المفرغ من حوالي عام 1936 إلى عام 1980، قبل استبدال الأنابيب المفرغة بالترانزستورات في أجهزة الراديو. وكان من بين مساعدات الضبط السابقة التي حلت محلها العين السحرية مصباح النيون.

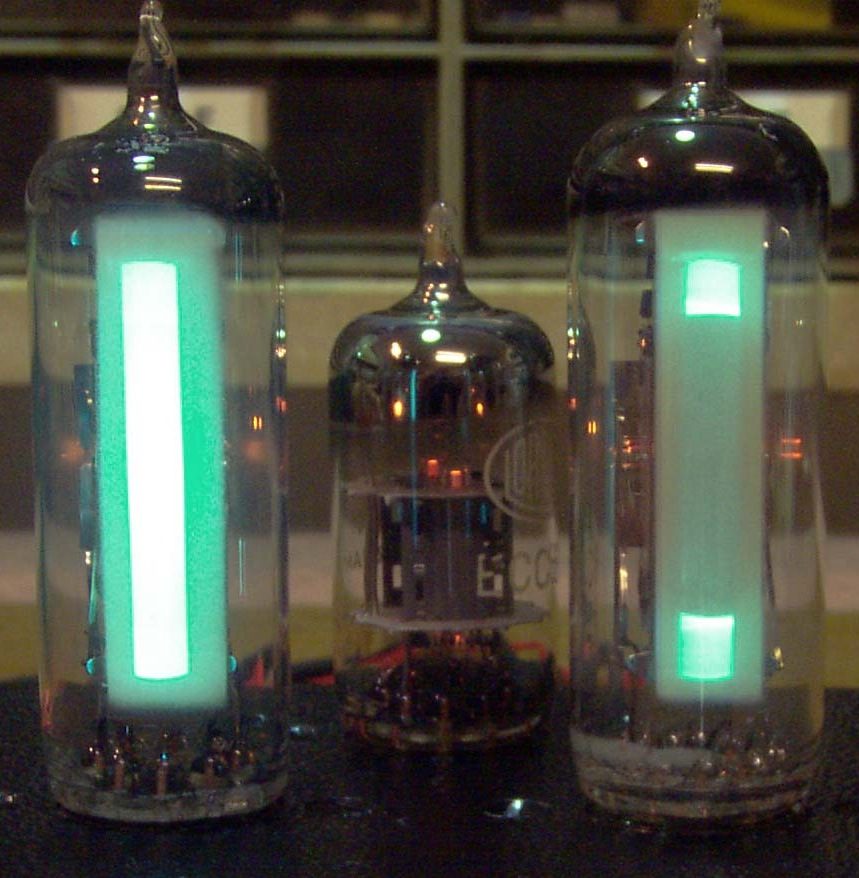
مؤشر ضبط EM84

## التاريخ
اخترع الأنبوب العين السحرية (أو صمام) لأجهزة الراديو ضبط في عام 1932 من قبل ألين بي. دومونت (الذي قضى معظم وقته من 1930 تحسين حياة أنابيب أشعة الكاثود، وشكلت في نهاية المطاف شبكة التلفزيون دومونت).
كان RCA 6E5 من عام 1935 هو أول أنبوب تجاري.
تم عرض الأنواع السابقة بشكل نهائي (انظر EM34)، عادةً بقاعدة اتصال ثماني أو جانبية. تميزت التطورات اللاحقة بنوع زجاجي أصغر حجمًا من النوع B9A ذو شكل بيضاوي الشكل مع شاشة من نوع المروحة أو شاشة عرض شريطية (انظر EM84). تحتوي النسخة النهائية على شاشة فلورية دائرية الشكل أو مخروطي الشكل مع الغطاء الأسود الذي يحمي الضوء الأحمر من مجموعة الكاثود / السخان. دفع هذا التصميم المعلنين المعاصرين إلى صياغة مصطلح العين السحرية، وهو مصطلح لا يزال مستخدمًا.
كان هناك أيضًا إصدار صغير مصغر بنهايات سلكية (DM70 / DM71 ، Mazda 1M1 / 1M3 ، GEC / Marconi Y25) مخصصة لتشغيل البطارية، تستخدم في مستقبل بطارية ايه ام / اف ام جاهز من أي وقت مع خرج دفع - سحب، كذلك كعدد صغير من مستقبلات التيار الكهربائي ايه ام / اف ام، والتي أضاءت الصمام من 6.3 يتم تزويد سخان فولت عبر المقاوم 220 أوم أو من انحياز الكاثود الخاص بصمام إخراج الصوت. استخدمت بعض مسجلات شريط بكرة إلى بكرة أيضًا DM70 / DM71 للإشارة إلى مستوى التسجيل، بما في ذلك نموذج الترانزستور مع الصمام المضاء من جهد مذبذب التحيز.
يمكن تحقيق وظيفة العين السحرية من خلال دوائر أشباه الموصلات الحديثة وشاشات العرض الإلكترونية الضوئية. الفولتية العالية (100 فولت أو أكثر) التي تتطلبها هذه الأنابيب غير موجودة في الأجهزة الحديثة، لذا فإن أنبوب العين السحري قد عفا عليه الزمن الآن.

## طريقة التشغيل

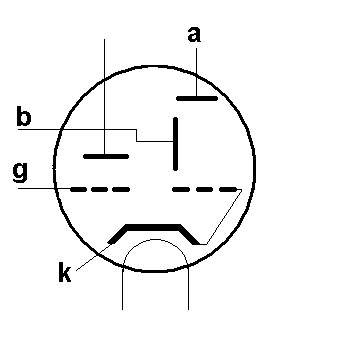
رسم تخطيطي لأنبوب مؤشر العين السحري: أ = الأنود ، ك = كاثود ، ز = شبكة ، ب = انحراف

أنبوب العين السحري عبارة عن أنبوب مصغر لأشعة الكاثود، وعادة ما يكون مزودًا بمضخم إشارة ثلاثي مدمج. يتوهج عادةً باللون الأخضر الفاتح (أحيانًا يكون أصفر في بعض الأنواع القديمة جدًا، على سبيل المثال، EM4) وتنمو الأطراف المتوهجة لتلتقي في المنتصف مع زيادة الجهد على شبكة التحكم. يتم استخدامه في دائرة تقود الشبكة بجهد يتغير مع قوة الإشارة؛ عندما يتم تشغيل مقبض الضبط، تصبح الفجوة في العين أضيق عندما يتم ضبط المحطة بشكل صحيح.
داخليًا، الجهاز عبارة عن أنبوب مفرغ يتكون من مجموعتي قطب كهربائي للوحة، أحدهما ينشئ مكبرًا ثلاثيًا والآخر قسم عرض يتكون من أنود مستهدف على شكل مخروطي الشكل مغطى بسيليكات الزنك أو مادة مماثلة. عادةً ما يكون أنود قسم العرض متصلًا مباشرة بجهد التوتر العالي الإيجابي الكامل للمستقبل، في حين أن الصمام الثلاثي عادة ما يكون متصلًا (داخليًا) بإلكترود تحكم مركب بين الكاثود والأنود المستهدف، ومتصل خارجيًا بجهد موجب. HT عبر المقاوم عالي القيمة، عادةً 1 ميغا أوم.
عندما يتم تشغيل جهاز الاستقبال ولكن لا يتم ضبطه على محطة، يضيء الأنود الهدف باللون الأخضر بسبب اصطدام الإلكترونات به، باستثناء المنطقة بواسطة قطب التحكم الداخلي. عادة ما يكون هذا القطب 150-200 V سالب فيما يتعلق بالأنود المستهدف، مما يؤدي إلى صد الإلكترونات من الهدف في هذه المنطقة، مما يتسبب في ظهور قطاع مظلم على الشاشة.
تتصل شبكة التحكم الخاصة بقسم مكبر الصوت الثلاثي بنقطة يتوفر فيها جهد تحكم سلبي يعتمد على قوة الإشارة، على سبيل المثال، خط AGC في مستقبل متغاير ايه ام، أو مرحلة المحدد أو كاشف اف ام في مستقبل اف ام. عندما يتم ضبط المحطة في الشبكة الثلاثية تصبح أكثر سلبية فيما يتعلق بالكاثود المشترك.

## الاستخدم في أجهزة الراديو

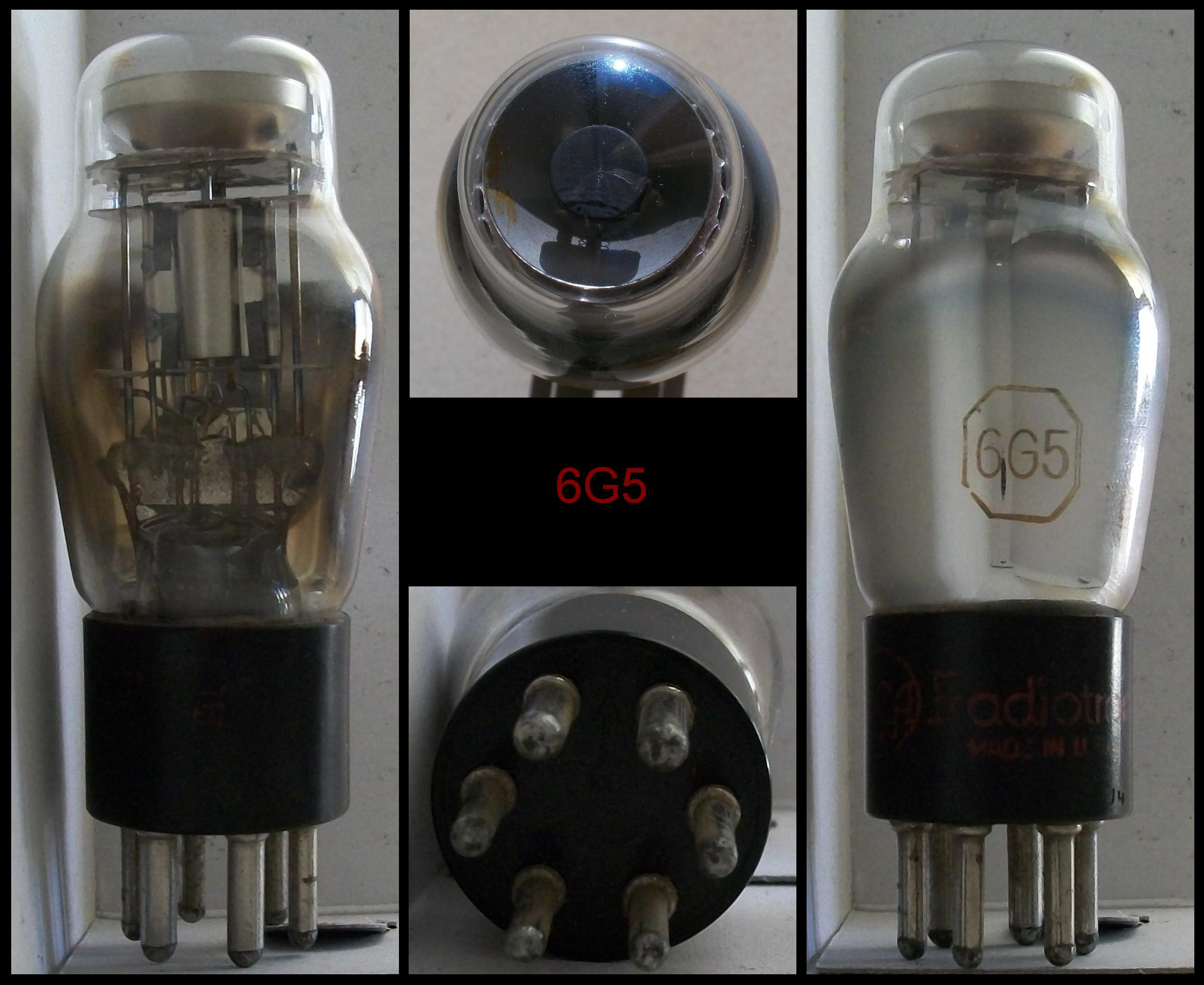
أنبوب العين السحري 6G5

الغرض من أنابيب العين السحرية في أجهزة الراديو هو المساعدة في الضبط الدقيق للمحطة؛ يجعل الأنبوب القمم في قوة الإشارة أكثر وضوحًا من خلال إنتاج مؤشر مرئي، وهو أفضل من استخدام الأذن وحدها. تعتبر العين مفيدة بشكل خاص لأن إجراء التحكم التلقائي في الكسب (AGC) يميل إلى زيادة مستوى الصوت لمحطة غير متجانسة، لذلك يختلف مستوى الصوت قليلاً نسبيًا مع تدوير مقبض الضبط. كانت عين التوليف مدفوعة بجهد AGC بدلاً من إشارة الصوت.
عندما تم توفير أجهزة راديو في أسواق المملكة المتحدة في أوائل الخمسينيات من القرن الماضي، تم توفير العديد من الأنواع المختلفة من أنابيب العين السحرية، بشاشات مختلفة، لكنها تعمل جميعها بنفس الطريقة. كان لدى البعض شاشة صغيرة منفصلة لتضيء مما يشير إلى وجود إشارة استريو على اف ام.
استخدمت شركة بريتش ليك مؤشر EM84 كمؤشر ضبط دقيق للغاية في سلسلة موالف اف ام، عن طريق مزج الفولتية AGC من شبكتي صمام المحدد في شبكة استشعار المؤشر. من خلال هذا، تمت الإشارة إلى الضبط الدقيق بظل حاد مفتوح بالكامل، بينما ينتج عن تعديل المؤشر ظل مغلق جزئيًا.

## الأنواع الشائعة
صنعت أجهزة الراديو في الولايات المتحدة الأمريكية، وكان النوع الأول الذي تم إصداره هو صورة على شكل دائري واحد من النوع 6E5 ، تم تقديمه بواسطة RCA واستخدم في خط أجهزة الراديو لعام 1936. استخدم صانعو الراديو الآخرون في الأصل 6E5 أيضًا حتى، بعد فترة وجيزة، تم تقديم النوع الأقل حساسية 6G5. أيضًا، تم إدخال أنبوب من النوع 6AB5 ويعرف أيضًا باسم 6N5 بجهد لوحة أقل لسلسلة أجهزة الراديو ذات الفتيل. كان النوع رقم 6U5 مشابهًا لـ 6G5 ولكن كان به مظروف زجاجي مستقيم. استخدم راديو Zenith نوع 6T5 في أجهزة الراديو الخاصة بهم لعام 1938 مع مؤشر «ضبط الهدف» (يشبه قزحية الكاميرا)، ولكن تم التخلي عنه بعد عام بالفعل، مع تصنيع Ken-Rad نوعًا بديلًا. تستخدم جميع الأنواع المذكورة أعلاه قاعدة ذات 6 أسنان مع دبابيس أكبر لتوصيل الفتيل.
تم إدخال العديد من «أنابيب العين» الأخرى في أجهزة الراديو الأمريكية واستخدمت أيضًا في معدات الاختبار ومعدات الصوت، بما في ذلك الأنواع ذات الأساس الثماني 6AF6GT و 6AD6GT و 1629. كان الأخير من النوع الصناعي بخيوط 12 فولت تبدو مطابقة للنوع 6E5. في وقت لاحق، صنعت الولايات المتحدة الأمريكية معدات صوتية تستخدم أنابيب أوروبية مثل EM80 (ما يعادل 6BR5) أو EM81 (6DA5) أو EM84 (6FG6) أو EM85 (6DG7) أو EM87 (6HU6).

## تطبيقات أخرى
تم استخدام أنابيب العين السحرية كمؤشر لمستوى التسجيل لمسجلات الشريط، ومن الممكن أيضًا استخدامها (في دائرة معدلة خصيصًا) كوسيلة لمقارنة التردد التقريبي كبديل أبسط لأرقام منحنى ليساجو.
يعمل أنبوب العين السحري كمؤشر جهد غير مُعاير (وليس بالضرورة خطيًا) غير مكلف، ويمكن استخدامه في أي مكان يلزم فيه مؤشر الجهد، مما يوفر تكلفة مقياس معايرة أكثر دقة.
يستخدم تصميم واحد على الأقل لجسر السعة هذا النوع من الأنابيب للإشارة إلى أن الجسر متوازن.
تم استخدام أنبوب العين السحري أيضًا على غلاف ألبوم My Morning Jacket 2011 Circuital . تم عرض الأنبوب على أنه مضاء بالكامل تقريبًا.

## روابط خارجية
- وصف أكثر تقنية
- معرض لأنابيب العين بواسطة SM5CBW ، وبعضها به رسوم متحركة
- أنابيب العين السحرية أثناء العمل واستجمام العين السحرية في الحالة الصلبة
- ثروة من المعلومات عن العين السحرية
- قياسات دقيقة للديسيبل باستخدام أنابيب العين
- كيف يعمل DM70
- عرض فيديو وشرح
- Tunograph ، تم تقديمه لأول مرة في عام 1933 (ورقة بيانات)